# Scyphanthus
Scyphanthus ist eine Pflanzengattung aus der Familie der Blumennesselgewächse (Loasaceae). Sie enthält ein oder zwei Arten, die in Chile endemisch sind.

## Beschreibung
Es handelt sich um kletternde, einjährige krautige Pflanzen. Nesselhaare fehlen, das Wurzelwerk ist faserförmig. Die Blätter sind gegenständig, die Blattspreiten breit eiförmig und doppelt gefiedert.
Die Blütenstände sind endständige, stark asymmetrische Dichasien. Vor den Einzelblüten stehen je zwei frondose Vorblätter.
Die Kronblätter sind gelb. Die äußeren Staminodien sind verwachsen und bilden ein Nektar ausscheidendes Schuppenblatt (nectar scale), an dessen äußerer Seite drei flaggenförmige, weiße, rote und gelbe Fortsätze stehen. 
Der schmal zylindrische Fruchtknoten ist unterständig und öffnet sich anhand länglicher Spalten, die Samen sind eckig.

## Verbreitung
Scyphanthus findet sich nur in Chile in mediterranem Buschland.

## Systematik
Erstbeschrieben wurde Scyphanthus 1828 durch David Don. Die Gattung wird in die Unterfamilie Loasoideae, Tribus Loaseae eingeordnet, sie ist nahe verwandt mit der Gattung Caiophora und der Sektion Pinnatae der Gattung Loasa. Unklar ist, ob sie ein oder zwei Arten umfasst:
- Scyphanthus elegans D. Don.: Sie kommt im zentralen Chile vor.[1]
- Scyphanthus stenocarpus Urb. & Gilg: Sie kommt in Chile vor.[1]

## Nachweise
- Maximilian Weigend: Loasaceae. In: Klaus Kubitzki (Hrsg.): The Families and Genera of Vascular Plants. Volume 6: Flowering Plants, Dicotyledons: Celastrales, Oxalidales, Rosales, Cornales, Ericales. Springer, Berlin / Heidelberg / New York 2004, ISBN 3-540-06512-1, S. 248 (englisch, eingeschränkte Vorschau in der Google-Buchsuche).
- Maximilian Weigend: Familial and generic classification. Online, Zugriff am 1. August 2008